# Гальприн, Александр

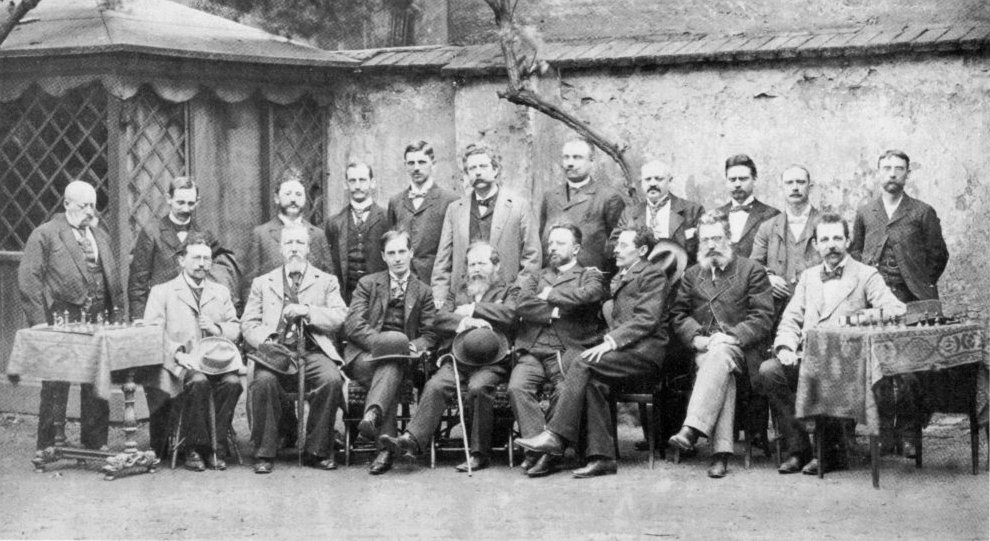
Вена, 1898 г. Стоят (слева направо): А. Шварц, К. Шлехтер, Г. Фендрих, Г. Каро, Г. Мароци, Дж. Шовальтер, Г. Марко, С. З. Алапин, А. Гальприн, Д. Бэйрд, А. Берн
Сидят (слева направо): З. Тарраш, Дж. Блэкберн, Г. Пильсбери, В. Стейниц, М. И. Чигорин, Д. М. Яновский, Э. С. Шифферс, П. Липке

Александр Гальприн (нем. Alexander Halprin, 21 марта 1868, Санкт-Петербург — 20 мая 1921, Вена) — австрийский шахматист и шахматный журналист, мастер, участник ряда крупных международных соревнований.
Один из инициаторов (наряду с Г. Марко и Г. Фендрихом) возрождения (в 1898 г.) и член первого состава редколлегии журнала «Wiener Schachzeitung».
Родился в Санкт-Петербурге в еврейской семье. В российских соревнованиях не участвовал. Большую часть жизни прожил в Вене. Умер от сердечного приступа.

## Спортивные результаты
| Год       | Город  | Соревнование                               | + | −  | =  | Результат | Место |
| --------- | ------ | ------------------------------------------ | - | -- | -- | --------- | ----- |
| 1895/1896 | Вена   | Турнир австрийских шахматистов             |   |    |    |           | 6     |
| 1896      | Вена   | Матч с К. Моравским                        | 2 | 7  | 1  | 2½ : 7½   |       |
| 1897/1898 | Вена   | Турнир австрийских шахматистов             |   |    |    |           | 3—4   |
| 1898      | Вена   | Международный турнир                       | 8 | 16 | 12 | 14 из 36  | 16    |
| 1900      | Вена   | Турнир австрийских шахматистов             |   |    |    |           | 6     |
|           | Мюнхен | 12-й конгресс Германского шахматного союза | 2 | 7  | 6  | 5 из 15   | 13    |